# Alfred Fowler
Alfred Fowler, född 22 mars 1868 i Yorkshire, England, död 24 juni 1940 i London, var en brittisk astrofysiker. Han ägnade sig huvudsakligen åt spektralanalys, dels för studium av kometernas och solfläckarnas spektrum, dels för undersökning av bestämda serier i spektrallinjernas läge.

## Biografi
Fowler utbildades vid Londons Normal School of Science, som senare gick in i Imperial College, London. Han utsågs till instruktör (senare biträdande professor) i astrofysik vid Imperial College och arbetade där fram till sin död. Han var expert på spektroskopi och var en av de första som upptäckte att solfläckars temperatur är lägre än i omgivande regioner.
Fowler valdes till ledamot av Royal Society 1910 och var ordförande för Royal Astronomical Society från 1919 till 1921.

## Vetenskapligt arbete

### Pickering-Fowler-serien
År 1896 publicerade Edward Charles Pickering observationer av tidigare okända linjer i stjärnan Zeta Puppis spektra, som han tillskrev väte. Fowler lyckades 1912 reproducera dessa linjer experimentellt från en väte-heliumblandning och instämde med Pickerings tolkning att de var tidigare okända särdrag i vätets spektrum. Dessa linjer blev kända som Pickeringen-Fowler-serien och visade sig vara av stor betydelse, för att förstå naturen hos atomen. Niels Bohr tog upp en teoretisk undersökning av dessa linjer i sin "trilogi" om atomstruktur  och drog slutsatsen att de felaktigt hade tillskrivits väte och hävdade istället att de uppkom från joniserat helium, He+. Fowler var initialt skeptisk men övertygades slutligen om att Bohr hade rätt, och vid 1915 "hade spektroskopister slutgiltigt överfört [Pickeringen-Fowler serie] [från väte] till helium". Bohrs teoretiska arbete på serien hade visat behovet av "en genomgång av problem som verkade redan ha lösts inom klassiska teorier" och gav en viktig bekräftelse av hans atomteori.

### Priser och utmärkelser
- Valzpriset[14] av franska vetenskapsakademin (1913)
- Royal Astronomical Societys guldmedalj (1915)
- Royal Medal (1918)
- Fellow of the Royal Society[15]
- Henry Draper-medaljen av National Academy of Sciences (1920)[16]
- Brucemedaljen (1934)
- Kommendör av Most Excellent Order of the British Empire (1935)

### Namngivning
Nedslagskratern Fowler på månen är uppkallad efter honom och Ralph H. Fowler. Även asteroiden 11765 Alfredfowler är uppkallad efter honom.